# Чотирикінчик
Чотирикінчик (Tetraphis) — рід двох видів мохів (Bryophyta). Його назва пов'язана з його чотирма великими перистомними зубами. Рід поширений у Європі, Азії, Північній Америці.